# Skoura Ahl El Oust
Skoura Ahl El Oust (en àrab سكورة أهل الوسط, Skūrat Ahl al-Wusṭ; en amazic ⵙⴽⵓⵔⴰ) és una comuna rural de la província de Ouarzazate, a la regió de Drâa-Tafilalet, al Marroc. Segons el cens de 2014 tenia una població total de 24.055 persones.